# August Cesarec
August Cesarec (Zagabria, 4 dicembre 1893 – Zagabria, 16 luglio 1941) è stato un letterato e pubblicista croato.

## Biografia
August Cesarec nacque in un'umile famiglia, nella quale il padre svolgeva il lavoro di operaio.
Fin dagli anni degli studi al ginnasio superiore si dedicò attivamente alla vita politica subendo diversi arresti, a cominciare da quello del 1912 per attività antistatale.
Politicamente Cesarec fu un rappresentante socialdemocratico e dopo la prima guerra mondiale condusse una vita piuttosto animosa e movimentata, segnata da persecuzioni, arresti, e trasferimenti all'estero, come in URSS e in Spagna.
Diventato un forte oppositore del fascismo, venne arrestato dagli ustascia e fucilato in un bosco presso Zagabria.
Per quanto riguarda la letteratura, collaborò con numerosi periodici e lavorò nei più svariati settori letterari, passando da posizioni inizialmente soggettivistiche e da forme espressionistiche a tematiche sempre più indirizzate al sociale e ad uno stile realistico.
Cesarec si caratterizzò per uno stile vivo e incisivo, tramite il quale evidenziò nei suoi scritti i mali della realtà contemporanea.
Dopo un esordio lirico con il libro di poesie intitolato Versi (Stibovi, 1919), si occupò soprattutto di prosa.
Tra le sue raccolte di novelle, quali Giudicatemi (Sudite me, 1925), Seguendo un nuovo cammino (Za novim putem, 1926), Novelle (Novele, 1936), si distinse in particolar modo per L'esodo di Israele e altre leggende (Izraelov izlazak i druge legende, 1938), nel quale la situazione critica e drammatica contemporanea viene descritte attraverso la narrazione di episodi biblici.
I romanzi di Cesarec affrontarono soprattutto temi di attualità: Il regno dell'imperatore (Careva kraljevina, 1925), nel quale l'autore descrisse la situazione politico-sociale croata inserita nell'impero austro-ungarico; Un giovane d'oro (Zlatni mladić, 1928), profonda analisi di un ambiente piccolo-borghese; I profughi (Bjegunci, 1933), significativo approfondimento delle aspirazioni e delle paure dei giovani dopo la prima guerra mondiale.

## Opere

### Poesie
- Versi (Stibovi, 1919);

### Novelle
- Giudicatemi (Sudite me, 1925);
- Seguendo un nuovo cammino (Za novim putem, 1926);
- Novelle (Novele, 1936);
- L'esodo di Israele e altre leggende (Izraelov izlazak i druge legende, 1938).

### Romanzi
- Il regno dell'imperatore (Careva kraljevina, 1925);
- Un giovane d'oro (Zlatni mladić, 1928);
- I profughi (Bjegunci, 1933).